# Каспиосома
Каспиосома (лат. Caspiosoma caspium) — вид лучепёрых рыб из семейства бычковых, единственный в одноимённом роде (Caspiosoma).

## Распространение
Встречается в некоторых реках, впадающих в Чёрное море (включая Днепр до Берислава, Дунай, Днестр), в Азовском море, включая дельту Дона, и в Каспийском море (в его северной и центральной частях, в том числе в дельте Волги). Основная часть ареала находится на Украине.

## Описание
Длина тела до 4,5 см. Тело умеренно удлиненное, лишь немного сжатое с боков, уплощенное. Хвостовой стебель удлиненный, невысокий, несколько сжат по бокам. Голова сплюснутая сверху и немного расширена по бокам. Глаза находятся по верхним краям головы. Окраска преимущественно светло-бурая с многочисленными очень мелкими тёмными пятнами. По сторонам тела имеется по 2 тёмно-коричневатых поперечных полосы, идущих через заднюю половину спинных плавников. На основании хвостового плавника находится большое треугольное  тёмное пятно. На щеках есть по одной косой полоске. Перед первым спинным плавником проходят извитые бурые полоски и нечеткие пятна, позади расплывчатые пятна по бокам. Брюшная часть тела светлая. На передней части второго спинного и на грудных плавниках темноватые полоски. Остальные плавники бледно-бурого цвета.

## Особенности биологии
Рыбы населяют слабо солоноводные эстуарно-речные участки, а также нижние и дельтовые участки речных бассейнов где солёность воды не превышает 0,5 ‰. Типичная донная рыба, не образующая массовых скоплений. Плодовитость самки составляет 20—65, максимально 181 икринки. Размножение происходит на мелководных участках в верховьях эстуарных частей рек и их низовьях, где присутствует песчаное или глинистое дном и небольшая растительность. Нерест происходит на гнездах из пустых раковин моллюсков. Время нереста длится с конца июня по август. В одной кладке бывает до 60 икринок. Гнездо охраняется самцом. Личинки питаются мелкими зоопланктонными организмами. Взрослые рыбы питаются ракообразными, кольчатыми червями, личинками насекомых.

## Охрана
Вид занесён в Красную книгу Украины и Молдовы.